# Тадевосян, Мария Александровна
Мари́я Алекса́ндровна Тадевося́н (1 мая 1903, Баку, Российская Империя — 1 мая 1930, Кобулети, ГССР, СССР) — советская актриса немого кино.

## Биография
Мария Александровна Тадевосян родилась 1 мая 1903 в Баку (Российская империя). Окончила торговое училище Н. Петрашевской в Тбилиси.
В 1924 году кинорежиссёр грузинского «Госкино» В. Барский в поисках красивых пейзажей для съёмок своего фильма «Железная каторга» приезжает из Тбилиси в маленький городок Алаверди, где он замечает Марию и решает задействовать её в съёмках своей кинокартины.
В 1925 году Барский даёт Марии главную роль в его новом фильме «Тайна маяка». Так Мария под руководством Барского снимается в грузинских фильмах «Железная каторга» (1924), «Тайна маяка» (1925), «Девятая волна» (1926), В трясине (1927).
В 1926 году кинорежиссёр А. Бекназаров приглашает Марию в «Армкино» и без предварительных репетиций снимает её в немом фильме Зарэ в главной роли.
Во время съёмок на натуре в фильме З. Беришвили «Тайник облаков» актриса простудилась и заболела туберкулёзом. Несмотря на усилия врачей, Мария скончалась в день своего 27-летия — 1 мая 1930 года в Кобулети (ГССР, СССР).